# Пушење дувана током трудноће
Пушење дувана током трудноће један је од порока који изазива многе специфичне штетне ефекте на здравље и репродукцију, поред општих штетних ефеката по околину које изазива пушења дувана. Бројна истраживања су показала да је употреба дувана значајан фактор у побачају код трудница пушача, и појави низа штетних ефеката по здравље фетуса у развоју.
Због повезаних ризика, трудницама се саветује да не пуше пре, током или после трудноће. Међутим, ако то није могуће, смањење дневног броја попушених цигарета донекле може смањити ризике за мајку и за дете. Ово посебно важи за труднице у земљама у развоју, где је дојење од суштинског значаја за укупан нутритивни статус и напредовање детета у канијем периоду живота.

## Општа разматрања
Пушење током трудноће је значајно повезано са бројним штетним ефектима на раст, когнитивни развој и понашање изложеног детета. Међутим, пошто жене које пуше током трудноће такође вероватно користе алкохол или друге дроге, истраживачи морају узети у обзир ове додатне факторе како би тачно идентификовали специфичну и јединствену улогу изложености дувану. Поред тога, чак и мајке непушачице могу да изложе своју децу дувану у животној средини са бројним пушачима. У поређењу са употребом алкохола и других дрога, мања је вероватноћа да ће употреба дувана опасти током трудноће, а жене које пуше током трудноће вероватно ће наставити да пуше и након порођаја. То значи да су деца која су пренатално била изложена дувану бити и даље изложена већем ризику од од излагања дуванском диму из околине од стране мајке и других пушача у домаћинству.
Пренатална изложеност дувану је доследно повезана са дефицитом тежине, висине и обима главе при рођењу. Уопштено говорећи, дугорочне студије које су контролисале друге факторе који утичу на раст, посебно оне из пренаталног излагања алкохолу, известиле су да се ови дефицити током раста коригују „надокнађујућим“ растом у раном детињству. Друге студије су показале несразмеран однос тежине и висине са вишим пондералним индексима код новорођенчади и индексима телесне масе код старије деце.
Недавна истраживања су приметила већу стопу проблема у понашању међу децом која су пренатално била изложена дувану. Пријављене су веће стопе когнитивних дефицита, посебно у језику, читању и речнику, као и лошијим резултатима на тестовима расуђивања и памћења. Истраживачи су такође пријавили проблеме у понашању, као што су повећана активност, непажња, импулсивност, противљење и агресија. Поред тога, пренатална изложеност дувану је повезана и са вишим стопама делинквенције и криминала у адолесценцији и одраслој доби, што је исход који је можда посредован ранијим проблемима у понашању.

## Епидемиологија
Пушење цигарета је још увек уобичајено, упркос добро објављеним штетним последицама по здравље. У Канади и САД, на пример, ~20% свих одраслих и ~10% трудница тренутно пуши.
Добро је утврђено да:
- активно пушење цигарета представља главни фактор ризика од рака, кардиоваскуларних болести и хроничне опструктивне плућне болести,[9]
- пренатално излагање диму цигарета узрокује пренатално ограничење раста фетуса, повећава ризик од синдрома изненадне смрти новорођенчета постнатално
- промовише развој зависничког понашања,
- абнормалности имуног система,
- гојазности и са њом повезане кардиометаболичке болести постнатално.[10]

Део ових ефеката може бити посредован кроз модулације метилације ДНК изазване димом цигарете.

#### Утицај пасивног пушења дувана
Труднице које не пуше, али живе са пушачима или проводе време са пушачима излажу своју децу дуванском диму из околине (ЕТС). У прегледу 25 епидемиолошких студија о односу између раста фетуса и изложености дуванском диму из околине све осим једне студије су известиле о смањењу средње тежине рођења дттета након изложеносзи дуванском диму из околине.  Оне су откриле да је пасивна изложеност пушењу током трудноће значајно повезана са нижом порођајном тежином код деце жена непушача. Доношена новорођенчад изложена само пасивном диму имала су 61 грам мање од новорођенчади која нису била изложена пасивном диму и имала су значајно повећан ризик од ЛБВ. Подаци из Националне анкете о здравственом интервјуу показали су да након контроле потенцијалних варијабли – укључујући расу, број деце (паритет), приход и старост мајке – жене непушачице са високом изложеношћу пасивном диму имају 1,6 пута већу вероватноћу да имају ЛБВ новорођенчад од непушача са ниском изложеношћу.

## Општи ефекти дувана
Жене су у 20. веку почеле интензивније да пуше дуван, касније од мушкараца, али како је пушење постало симбол модерне еманциповане жене, све више по броју попушених цигарета  сустижу мушкарце.  

### Акутне компликације
Жене које пуше током трудноће имају двоструко веће шансе да доживе следеће компликације у трудноћ:
- Предњачећа постељицаПрерано пуцање водењака, што значи да ће амнионска кеса прерано пукнути и изазвати порођај пре него што се беба потпуно развије. Иако ова компликација генерално има добру прогнозу (у западним земљама), она изазива стрес јер превремено рођено дете можда мора да остане у болници да би стекло здравље и снагу да би могло самостално да одржава живот.
- Импликације на пупчану врпцу, јер дуван смањује доток крви у фетус. Када се постељица не развије у потпуности, пупчана врпца која преноси кисеоник и хранљиве материје из крви мајке у плаценту, не може да пренесе довољно кисеоника и хранљивих материја до фетуса, који неће моћи у потпуности да расте и развија се. Ова стања могу довести до обилног крварења током порођаја које може угрозити мајку и бебу, иако порођај царским резом може спречити већину смртних случајева.[15]
- Абрупција плаценте, при чему долази до превременог одвајања плаценте од места пријањања. Фетус може бити доведен у невољу, па чак и умриети. Мајка може изгубити крв због обилног крварења; и можда ће јој требати трансфузија крви.

- Предњачећа постељица, код које плацента расте у најнижем делу материце и покрива цео или део отвора до грлића материце.  Ова компликација је и економски стрес јер захтева порођај царским резом, који захтева дужи период опоравка у болници. Такође може доћи до компликација, као што је крварење код мајке.
- Повишен крвни притисак  у трудноћи, према ограничени доказима, може бити изазван и пушењем дувана.[16]

### Вазоконстрикција крвних судова
Доказано је да никотин из дуванског дима може изазвати вазоконстрикцију крвних судова материце, што доводи до повећања инциденције прераног одвајања постељице и накнадног крварења, што може угрозити живот труднице. 
Под дејством вазоконстрикције долази до значајног смањења циркулације и дотока крви у ткива с једне стране, а са друге стране долази до оштећења ендотела крвних судова, што утиче на редокс процесе и метаболизам ћелија. Све то резултује лошијом оксигенацијом мајчиног организма и смањеном исхраном плода током трудноће.

### Утицај на раст новорођенчета
Пушење мајке током трудноће дуго се сматрало важним фактором ризика за новорођенче. Ова повезаност је први пут пријављена 1957. године и доказана је у бројним каснијим студијама.  Тежина при рођењу опада у директној пропорцији са бројем попушених цигарета, а деца пушача су 150 до 250 грама лакша од деце непушача. Смањење тежине новорођенчади се не може приписати ранијој гестацији, јер бебе пушача показују застој у расту у свим гестацијским годинама.
На основу резултата из медиицинске студије спроведене у Србији, може се закључити да пушење: статистички високо значајно (п<0,01) утиче на смањење телесне масе и телесне дужине новорођенчета труднице која пуши током трудноће, узрокује статистички значајан разлика (п <0,05) у запреминским главама новорођенчади трудница које не пуше у односу на новорођенчад трудница које пуше током трудноће, узрокује статистички високо значајну (п <0,01) разлику у Апгар скору у првом минуту,  већа је код новорођенчади трудница непушача у односу на новорођенчад трудница које пуше, што доводи до статистички значајних разлика (п <0,05) у Апгар скору у петом минуту живота новорођенчади трудница које не пуше у односу на новорођенчади трудница које пуше током трудноће.
У студији трудних тинејџерки, од којих су више од половине били пушачи, пренатална изложеност дувану била је значајно повезана са смањеном порођајном тежином, дужином рођења, обимом главе и обимом грудног коша. Ова смањења су била још израженија од оних пронађених у сличној кохорти деце одраслих жена. На пример, у студији одраслих мајки и њихове деце, пренатална употреба дувана је била значајно повезана са смањењем тежине при рођењу од 158 грама по паклици дневно. Код деце мајки тинејџерки, пренатална изложеност дувану била је значајно повезана са смањењем порођајне тежине од 202 грама по паклици дневно. Повећани проблеми повезани са младом старошћу мајке и лошим феталним исходима  заједно са високом преваленцом пушења међу трудним тинејџеркама, повећавају ризик за децу од трудне тинејџерке које пуше.
У другој недавној студији о пренаталној изложености дувану и расту фетуса, Зарен и колеге  су известили да би мушки фетус могао бити штетније погођен него женски фетус. У овој студији, фетуси непушачких мајки, мајки које пуше мало пуше и мајки које пуно пуше мерене су ултразвуком у недељама 17, 25, 33 и 37. Дечаци рођени од мајки пушача имали су веће смањење телесне тежине, мање накупљања масти и мањи обим главе у поређењу са девојкама мајки које су тешко пушаче.
Два кључна састојка дима цигарета за које се зна да утичу на раст фетуса су угљен моноксид и никотин. Угљенмоноксид изазива феталну хипоксију, смањење количине кисеоника доступног фетусу,  док никотин може довести до смањења протока кисеоника и других хранљивих материја кроз плаценту сужавањем артерија материце. Поред тога, сам никотин може проћи кроз плаценту и утицати на фетални кардиоваскуларни и централни нервни систем (ЦНС). Показало се да и други састојци дуванског дима (нпр. кадмијум и толуен) изазивају успоравање раста фетуса.
Пренатална изложеност дувану може бити повезана не само са недостатком величине при рођењу, већ може бити повезана и са несразмерном тежином (у односу на висину) и код новорођенчади и код мале деце. На пример, недавна студија о више од 200.000 порођаја у Шведској открила је да је пренатална изложеност дувану значајно повезана са смањеном дужином рођења и тежином рођења. Међутим, пушење код мајке је такође значајно повезано са повећањем пондералног индекса, што је показатељ веће пропорционалне тежине за висину, када су порођајна тежина и гестацијска старост контролисане. Дакле, деца пушача обично су нижа и имају већи пондерални индекс од деце непушача. Овај налаз је у складу са студијама које су пратиле децу после детињства. Истраживачи су предложили да се ова повезаност може приписати склоности храњењу на бочицу код мајки које су пушиле током трудноће.
Вик и његове колеге 1996. године су пријавили већи пондерални индекс и повећану дебљину кожног набора (мера процента телесне масти) код деце чије су мајке пушиле током трудноће, у поређењу са децом чије мајке нису пушиле. Пренатално изложена деца су такође имала више вредности индекса телесне масе и скора тежине у односу на  висину, што је показатељ да су деца била гојазна за своју висину. Храњење на флашицу није било значајан фактор. Стога, неколико недавних студија указује на то да изгледа да пренатална изложеност дувану мења однос између телесне дужине и тежине. Ово откриће поткрепљују две студије које су откриле да пренатална изложеност дувану смањује раст дугих костију фетуса.

### Ефекти на когнитивне функције
Лабораторијско истраживање на животињама показало је да никотин утиче на ЦНС при нивоима изложености испод оних на којима су евидентне промене у расту. На пример, студије на животињама су показале повезаност између излагања фетуса никотину и:
- повећане локомоторне активности код мушких штенаца пацова,[33]
- хиперактивност код пацова повезана са повећаним никотинским рецепторима у мозгу,[34]

- мањи промет можданих хемикалија допамина и серотонина у мозгу пацова као резултат промена у ослобађању или уклањању допамина и серотонина из синапсе,[35]
- промене у морфологији хипокампуса код пацова.[36]

У литератури о људима, пренатална изложеност дувану је такође повезана са ефектима на ЦНС, укључујући когнитивне и неуробихејвиоралне исходе, иако су извештаји недоследни. На рођењу, пренатална изложеност дувану је повезана са лошијом слушном оријентацијом и аутономном регулацијом  и појачаним тремором и препадом. У недавној расној студији о бебама изложеним и не-кокаину, неуролошки прегледи су показали да је пренатална изложеност дувану била значајно повезана са абнормалностима мишићног тонуса када се контролишу друге варијабле, укључујући пренатално излагање кокаину и етанолу, обим главе и пренатална нега. Аутори су закључили да би пушење цигарета код мајке, а не изложеност кокаину, могло бити главни предиктор абнормалности слушне оријентације.

## Епигенетски ефекти
Епигенетски ефекти пушења односе се на то како епигенетика (хертибилне карактеристике које не укључују промене у ДНК секвенци) доприносе штетним ефектима пушења. Утврђено је да пушење цигарета утиче на глобалну епигенетску регулацију транскрипције у различитим типовима ткива. Студије су показале разлике у епигенетским маркерима као што су метилација ДНК, модификације хистона и експресија миРНА између пушача и непушача. Сличне разлике постоје и код деце чије су мајке пушиле током трудноће. Сматра се да су ови епигенетски ефекти повезани са многим негативним здравственим ефектима повезаним са пушењем.
Наследност је важан фактор који треба узети у обзир при тумачењу ових налаза. Заједничка генетска компонента између мајке и детета може представљати рањивост на карактеристике које су повезане са употребом дувана. На пример, пренатална изложеност дувану може довести до импулсивнијег потомства, или жене које су импулсивне могу имати веће шансе да пуше и да рађају импулзивнију децу. Подаци из студија на животињама показују специфичне промене ЦНС-а које су резултат пренаталног излагања никотину које могу утицати на понашање потомака. Стога су и генетска и тератолошка етиологија највероватније укључене у уочене нежељене исходе.

## Престанак пушења током трудноће
Према студији из 2010. објављеној у Европском часопису за педијатрију, престанак пушења мајке током било ког периода током трудноће смањује ризик од негативних исхода трудноће у поређењу са пушењем током читавих девет месеци трудноће, посебно ако се то уради у првом триместру. Студија је открила да будуће мајке које пуше у било ком тренутку током првог тромесечја повећавају ризик да њихово дете развије урођене мане, посебно урођене срчане мане, него будуће мајке које никада нису пушиле. Студија је показала да се ризик за дете будуће мајке повећава како са количином попушених цигарета, тако и са дужином трудноће током које мајка наставља да пуши. Ово, према студији, даје позитивнији исход за жене које престану да пуше до краја трудноће у односу на жене које настављају да пуше.

## Будућа истраживања
Неуробихејвиорални ефекти пренаталне и постнаталне изложености дувану су суптилни. Њих није лако идентификовати, а јављају се и потешкоће у доказивању да су многи исходи који су наведени „узроковани“ изложеношћу дувану. Ипак, мора се наставити са идентификацијом и краткорочних и дугорочних ефекта пренаталне и постнаталне изложености дувану на раст и неуробихејвиорални развој деце. Будуће студије би требало да размотре одвојене и комбиноване ефекте изложености дувану и алкохолу на потомство у развоју и користе дизајн студија и методологије које омогућавају истраживачима да издвоје ефекте из пренаталног и постнаталног периода. Без разумевања тачних механизама помоћу којих изложеност дувану утиче на ЦНС, узроци когнитивних проблема и проблема у понашању који су повезани са пренаталним излагањем дувану ће се вероватно приписати и другој изложености, нпр. факторима животне средине или карактеру мајке или детета.
Препознавање и разјашњавање ефеката излагања дувану на развој детета такође може помоћи у бољем разумевању ефеката пренаталне изложености алкохолу и другим дрогама. Поред тога, ово истраживање ће олакшати развој интервенција за спречавање употребе супстанци током трудноће и за лечење деце пренатално изложене дувану, алкохолу и другим дрогама.